# Mignon
Mignon er en amerikansk stumfilm fra 1915 af William Nigh.

## Medvirkende
- Beatriz Michelena som Mignon.
- House Peters som Wilhelm Meister.
- Clara Beyers som Filina.
- William Pike som Frederick.
- Belle Bennett som Musette.